# Botafogo 24–0 Mangueira (1909)
Botafogo 24 x 0 Mangueira foi uma partida de futebol, realizada no dia 30 de maio de 1909, e válida pelo Campeonato Carioca daquele ano, entre o Botafogo Football Club (nome do time na época) e o Sport Club Mangueira, que é notória por ser a partida de maior goleada na história do futebol no Brasil.
O resultado desta partida está destacado na “Sala dos números” do Museu do Futebol, instalado no Pacaembu. O artilheiro da partida foi Gilbert Hime, que fez nove gols - Recorde no futebol nacional até 1976, quando Dario marcou dez no jogo Sport 14 x 0 Santo Amaro, pelo Campeonato Pernambucano.
Duas curiosidades sobre este jogo: Na época, os tempos dos jogos tinham cinco minutos a menos, ou seja, 40 minutos por tempo, resultando assim em uma média de 2,6 minutos para cada gol. A outra curiosidade é que o Sport Club Mangueira atuou, desde o início, com apenas 10 jogadores.

## Partida
Segundo a ficha técnica da partida, o Sport Club Mangueira atuou, desde o início, com apenas 10 jogadores.
O primeiro tempo terminou 9 x 0. Assim, no segundo, o Mangueira sofreu mais 15 gols.

### Recordes
- Maior Goleada entre clubes do Futebol Brasileiro, empatada com Nacional Futebol Clube 24 x 0 Brasil Sport Club (1922, Campeonato Amazonense)
- Maior Goleada do Campeonato Carioca[3]
- Recorde de Gols de um jogador numa única partida: Gilbert Hime: 9 gols[3]

### Ficha Técnica
| 30 de maio de 1909 | Botafogo Futebol Clube                                                                                          | 24 – 0 | Sport Club Mangueira | Campo da Rua Voluntários da Pátria, Rio de Janeiro-RJ                    |
|                    | Gilbert Hime · Flávio Ramos · Monk · Lulu Rocha · Raul Rodrigues · Dinorah · Henrique Teixeira · Emmanuel Sodré |        |                      | Árbitro: RJ Antônio "Nico" Miranda Competição: Campeonato Carioca e 1909 |

|            |   |                   |  |
|            |   |                   |  |
| G          | ' | Coggin            |  |
| Z          | ' | Raul Rodrigues    |  |
| Z          | ' | Dinorah           |  |
| M          | ' | Rolando de Lamare |  |
| M          | ' | Lulu Rocha        |  |
| M          | ' | Edgar Pullen      |  |
| A          | ' | Henrique Teixeira |  |
| A          | ' | Flávio Ramos      |  |
| A          | ' | Monk              |  |
| A          | ' | Gilbert Hime      |  |
| A          | ' | Emmanuel Sodré    |  |
| Treinador: |   |                   |  |
|            |   |                   |  |

|            |   |                |  |
|            |   |                |  |
| G          | ' | Luiz Guimarães |  |
| Z          | ' | José Perez     |  |
| Z          | ' | Carlos Mongey  |  |
| M          | ' | Victor         |  |
| M          | ' | Jonas Cunha    |  |
| M          | ' | Justino Fortes |  |
| A          | ' | Alberto Rocha  |  |
| A          | ' | João Pereira   |  |
| A          | ' | Menezes        |  |
| A          | ' | Maranhão       |  |
|            |   |                |  |
| Treinador: |   |                |  |
|            |   |                |  |